# Gánovce
Gánovce (in ungherese Gánóc, in tedesco Gansdorf) è un comune della Slovacchia facente parte del distretto di Poprad, nella regione di Prešov.
Il villaggio fu menzionato per la prima volta nel 1317 con il nome di Gehansdorf.
Il suo nome significa villaggio di Jan (Giovanni), e deriva da quello del cavaliere proveniente dalla Vallonia che lo fondò.